# Yalaxiangbo
Der Yalaxiangbo (auch Yala-Xiangbo, Yalaxanbo oder Yarla Shampo; chinesisch 雅拉香波) ist ein Berg im Autonomen Gebiet Tibet.
Der 6635 m hohe Yalaxiangbo erhebt sich im Regierungsbezirk Shannan 125 km südöstlich von Lhasa. Das Gebirgsmassiv des Yalaxiangbo gehört zum Lhagoi Kangri, dem so genannten „Nord-Himalaya“. Der Oberlauf des Yarlung Tsangpo verläuft 50 km nördlich. Die Flanken des Yalaxiangbo werden zu diesem entwässert. 94 km südwestlich befindet sich der nächstgelegene höhere Berg, der 6777 m hohe Tarlha Ri. Der Yalaxiangbo besteht aus einem Leukogranit-Dom, der im Eozän (42±5 Ma) entstand.

## Besteigungsgeschichte
Im August/September 2001 gab es einen ersten Besteigungsversuch einer japanischen Expedition, der jedoch wegen schlechten Wetters abgebrochen wurde. Der Yalaxiangbo wurde schließlich 2007 erstbestiegen. Am 16. Oktober 2007 erreichten Makoto Takahashi, Yoshida und Phunuru Sherpa den Gipfel.